# لایمن اسپیتزر
لایمن اسپیتزر (انگلیسی: Lyman Spitzer; ۲۶ ژوئن ۱۹۱۴ – ۳۱ مارس ۱۹۹۷) یک اخترشناس در زمینهٔ فیزیک نظری اهل ایالات متحده آمریکا بود. پژوهش‌های وی در زمینهٔ زایش ستارگان قابل توجه بوده است.
وی همچنین برندهٔ جوایزی همچون جایزه کرافورد شده است و تلسکوپ فضایی اسپیتزر نیز به افتخار وی نامگذاری شده است. این نخستین باری بود که ناهماهنگ با شیوهٔ نام‌گذاری دیگر تلسکوپها؛ که نامشان از میان ستاره‌شناسان معروفِ درگذشته، و توسط یک گروه هیئت مدیره از دانشمندان برگزیده می‌شد، نام جدید برای این تلسکوپ فضایی از راه یک مسابقهٔ نظرخواهی باز از عموم مردم به دست آمد که در نتیجه نام لیمان اسپیتزر، که از ایده و مفهوم تلسکوپ‌های فضایی در دههٔ ۱۹۴۰ پشتیبانی کرده بود برگزیده شد. اسپیتزر در گزارش سال ۱۹۴۶ برای راند کورپوریشن (شرکت هواپیماسازی داگلاسسابق) نوشتار گسترده‌ای در شرح مزایای استفاده از رصدخانه‌های فرازمینی و این که چگونه می‌توان آن را با فناوری‌های موجود و آینده عملی کرد، نوشته بود. از او و مشارکت‌هایش به عنوان یکی از پیشگامان موشک و اخترشناسی، و همچنین؛ برای «بینش و رهبریش در درک و بیان چشم‌اندازها، برتری‌ها، و منافع استفاده از برنامهٔ تلسکوپ فضایی، یاد شده است.»